# DFTV
DFTV, conhecido por DF1 (primeira edição) e DF2 (segunda edição), é um telejornal local do Distrito Federal exibido pela TV Globo DF em duas edições nos horários destinados ao Praça TV, horário dedicado ao jornalismo local gerado por emissoras próprias e afiliadas. Sua pauta é composta por notícias, prestação de serviços, campanhas comunitárias e informativos cotidianos como trânsito e previsão do tempo em todo Distrito Federal, sendo apresentado por Fabiano Andrade no DF1, e por Antônio de Castro no DF2. Durante a maior parte de sua história o programa foi líder de audiência na capital federal e muitas vezes alcançando altos índices de audiência. O DFTV se destaca por mostrar os problemas sociais convividos pela comunidade, exigindo melhorias para as autoridades.

## História
O DFTV nasceu em 3 de janeiro de 1983 noticiando os fatos do Distrito Federal e entorno. O jornal estreou sob o comando de Carlos Campbell, tinha apenas 15 minutos de duração e ia ao ar antes do Jornal Nacional dividido em três blocos.
Quando o DFTV comemorou 30 anos em 2013, o primeiro apresentador do DFTV 2ª Edição, Carlos Campbell, tinha voltado ao estúdio da TV Globo em Brasília para participar do jornal ao lado do atual âncora, Antônio de Castro.
No dia 5 de fevereiro de 2018, as respectivas duas edições do DFTV passaram a se chamar DF1 e DF2, mantendo o nome DFTV durante um processo de transição, além de ganhar uma reformulação que também foi aplicada no Bom Dia DF. Nessas mudanças, foram incluídas modificações nos GCs e nas vinhetas e a inserção de um relógio, da temperatura de todas as cidades do Distrito Federal além de manchetes na tela.
O DF1 foi apresentado por Fábio William, que esteve na Globo por 27 anos, mas foi demitido em abril de 2023 sem fornecer detalhes à audiência. Sua saída causou uma significativa reação do público, com muitos expressando descontentamento nas redes sociais da emissora. Após sua demissão, Fábio William optou por dedicar-se à carreira de psicólogo. Ele foi substituído pelo jornalista Fabiano Andrade. Por sua vez, o DF2 é apresentado por Antônio de Castro desde 2008.
Atualmente, o telejornal conta com 4 apresentadores eventuais: Fred Ferreira, Maria Fernanda, Talia Santos e Geraldo Beckher.

## Edições

### 1ª Edição
Em 2008, o DFTV, assim como os demais locais do Praça TV, completariam 25 anos no ar e transmitiu na primeira edição uma série especial da repórter Fernanda Galvão. Em 25 matérias, a série relembrou as principais coberturas do telejornal ao longo dos anos. No dia 11 de novembro de 2013, o DFTV passou a ser exibido em HD (alta definição) e em 3 de março de 2015, mudou sua trilha sonora, assim como os demais locais do Praça TV.

### 2ª Edição
Foi criado em 3 de janeiro de 1983, o DFTV, com duração de 10 minutos, com 3 blocos (cada bloco durava cerca 3 minutos), antecedendo o Jornal Nacional e apresentado por Carlos Campbell. Em 1996, o DFTV foi reformulado (novo cenário, vinheta, trilha sonora e grafismos). Desde de outubro de 2008, Antônio de Castro entra no DFTV 2ª Edição, no lugar de Luiz Carlos Braga.